# Conferencia Central 2015
La Conferencia Central 2015 è la 1ª edizione dell'omonimo torneo di football americano, organizzato dalla FMFA e valido per la Serie C 2015.

## Squadre partecipanti
| Club                 | Città           | Stadio | Sponsor ufficiale | Risultato nella stagione 2014 |
| -------------------- | --------------- | ------ | ----------------- | ----------------------------- |
| Alcorcón Smilodons   | Alcorcón        |        |                   |                               |
| Arganda Toros        | Arganda del Rey |        |                   |                               |
| Fuenlabrada Cuervos  | Fuenlabrada     |        |                   |                               |
| Guadalajara Stings   | Guadalajara     |        |                   |                               |
| Majadahonda Wildcats | Majadahonda     |        |                   |                               |
| Tres Cantos Jabatos  | Tres Cantos     |        |                   |                               |

## Stagione regolare

### Calendario

#### 1ª giornata
| 13 dicembre 2014, ore 12:00 | Fuenlabrada Cuervos | 15 – 54 | Majadahonda Wildcats |  |

| 14 dicembre 2014, ore 16:00 | Tres Cantos Jabatos | 38 – 22 | Alcorcón Smilodons |  |

#### 2ª giornata
| 21 dicembre 2014, ore 17:00 | Guadalajara Stings | 7 – 50 | Arganda Toros |  |

#### 3ª giornata
| 17 gennaio 2015, ore 17:00 | Arganda Toros | 21 – 6 | Tres Cantos Jabatos |  |

| 18 gennaio 2015, ore 12:00 | Alcorcón Smilodons | 42 – 13 | Fuenlabrada Cuervos |  |

#### 4ª giornata
| 25 gennaio 2015, ore 16:00 | Tres Cantos Jabatos | 39 – 0 | Guadalajara Stings |  |

#### 5ª giornata
| 8 febbraio 2015, ore 12:00 | Alcorcón Smilodons | 2 – 30 | Majadahonda Wildcats |  |

| 8 febbraio 2015, ore 17:00 | Guadalajara Stings | 12 – 14 | Fuenlabrada Cuervos |  |

#### 6ª giornata
| 14 febbraio 2015, ore 12:00 | Fuenlabrada Cuervos | 26 – 66 | Tres Cantos Jabatos |  |

| 14 febbraio 2015, ore 17:00 | Majadahonda Wildcats | 12 – 13 | Arganda Toros |  |

#### 7ª giornata
| 1º marzo 2015, ore 17:00 | Guadalajara Stings | 6 – 54 | Majadahonda Wildcats |  |

| 1º marzo 2015, ore 16:00 | Arganda Toros | 47 – 12 | Alcorcón Smilodons |  |

#### 8ª giornata
| 7 marzo 2015, ore 16:00 | Fuenlabrada Cuervos | 2 – 66 | Arganda Toros |  |

| 8 marzo 2015, ore 12:00 | Alcorcón Smilodons | 58 – 14 | Guadalajara Stings |  |

| 8 marzo 2015, ore 16:30 | Majadahonda Wildcats | 26 – 14 | Tres Cantos Jabatos |  |

#### 9ª giornata
| 22 marzo 2015, ore 12:00 | Fuenlabrada Cuervos | 13 – 6 | Guadalajara Stings |  |

| 22 marzo 2015, ore 17:00 | Arganda Toros | 18 – 6 | Alcorcón Smilodons |  |

#### 10ª giornata
| 12 aprile 2015, ore 15:00 | Majadahonda Wildcats | 26 – 7 | Tres Cantos Jabatos |  |

### Classifica
La classifica della regular season è la seguente:
- PCT = percentuale di vittorie, G = partite giocate, V = partite vinte,  P = partite perse, PF = punti fatti, PS = punti subiti

| Pos. | Squadra              | PCT   | G | V | N | P | PF  | PS  |
| ---- | -------------------- | ----- | - | - | - | - | --- | --- |
| 1    | Arganda Toros        | 1.000 | 6 | 6 | 0 | 0 | 215 | 45  |
| 2    | Majadahonda Wildcats | .833  | 6 | 5 | 0 | 1 | 202 | 57  |
| 3    | Tres Cantos Jabatos  | .500  | 6 | 3 | 0 | 3 | 170 | 121 |
| 4    | Alcorcón Smilodons   | .333  | 6 | 2 | 0 | 4 | 142 | 160 |
| 5    | Fuenlabrada Cuervos  | .333  | 6 | 2 | 0 | 4 | 83  | 246 |
| 6    | Guadalajara Stings   | .000  | 6 | 0 | 0 | 6 | 45  | 229 |

## Verdetti
- Arganda Toros Campioni della Conferencia Central (1º titolo)